# ヴァンダ・ヤクボフスカ
- ワンダ・ヤクボウスカ
- ワンダ・ヤクボフスカ

ヴァンダ・ヤクボフスカ（Wanda Jakubowska, 1907年10月10日 - 1998年2月25日）はポーランドの女性映画監督。

## 略歴
ワルシャワ生まれ。ワルシャワ大学で歴史を学ぶ。第二次世界大戦中は強制収容所に収容されていた。

## 主な監督作
- アウシュウィツの女囚 Ostatni etap (1948)
- ショック地帯 Koniec naszego swiata (1964)
- 招待 Zaproszenie (1985)